# Peace (Depeche Mode)
Peace è un singolo del gruppo musicale britannico Depeche Mode, pubblicato il 15 giugno 2009 come secondo estratto dal dodicesimo album in studio Sounds of the Universe.

## Video musicale
Il video fu diretto da Jonas & François ed interpretato da Maria Dinulescu nei panni di una donna soldato.

## Tracce
Testi e musiche di Martin L. Gore, eccetto dove indicato
7"
1. Peace (Single Version) – 3:36
2. Come Back (Jonsi Remix) – 4:02 (Dave Gahan, Christian Eigner, Andrew Phillpott)

CD
1. Peace (Single Version) – 3:36
2. Peace (Sixtoes Remix) – 4:02

CD maxi
1. Peace (Single Version) – 3:36
2. Peace (Hervé's 'Warehouse Frequencies' Remix) – 5:10
3. Peace (Sander Van Doorn Remix) – 8:02
4. Peace (Japanese Popstars Remix) – 6:46
5. Peace (Sid LeRock Remix) – 6:35
6. Peace (Justus Köhncke Extended Disco Club Vocal Remix) – 6:24

## Formazione
Hanno partecipato alle registrazioni, secondo le note di copertina di Sounds of the Universe:
Gruppo
- Martin Gore – strumentazione, voce
- Andy Fletcher – strumentazione
- Dave Gahan – voce

Altri musicisti
- Luke Smith – programmazione

Produzione
- Ben Hillier – produzione
- Tony Hoffer – missaggio
- Ferg Peterkin – ingegneria del suono
- Josh Garcia – assistenza tecnica (Santa Barbara)
- Jesse Gladstone – assistenza tecnica (New York)
- Anthony Palazzole – assistenza al missaggio
- Sie Medway-Smith – assistenza alla pre-produzione
- Stephen Marcussen – mastering
- Anton Corbijn – direzione artistica, fotografia, design copertina
- ShaughnessyWorks – design
- Tea Design – artwork

## Classifiche
| Classifica (2009) | Posizione massima |
| ----------------- | ----------------- |
| Austria           | 72                |
| Belgio (Fiandre)  | 73                |
| Belgio (Vallonia) | 65                |
| Francia           | 18                |
| Germania          | 25                |
| Regno Unito       | 57                |
| Svezia            | 59                |
| Svizzera          | 53                |